# 조타 히로시
조타 히로시(일본어: 造田 博, 1975년 11월 29일 ~ )는 일본의 살인자이다.

## 청소년기
조타는 오카야마현 구라시키시 출신으로, 비교적 유복한 가정에서 태어나 큰 어려움 없이 자라났다. 조타는 대학교 진학을 원하고 있었으나, 아버지가 일을 그만 두고, 점차 빚을 내다보니 많은 부채가 쌓여 채권 추심에 시달린 조타의 부모는 집을 나가버리고 간혹 밤에 비밀작전하듯 돌아와 조타에게 생활비를 건네주는 상황이 되고 말았다.
이후 부모는 전혀 집으로 오지 않게 되었고, 계속되는 채권추심에 견디다 못한 조타는 1994년 1월 경에 히로시마에서 살며 대학교에 다니고 있던 형을 찾아가 동거하게 된다. 형의 소개로 아르바이트를 시작했으나 적성에 맞지 않아 그만 두고 다른 일을 하기를 반복하다가 1996년 11월 말에 도쿄로 가게 되었다.

## 인정받지 않는 노력
도쿄로 온 조타는 칼을 항시 가지고 다녔는데, 총도법 위반으로 체포되어 벌금형에 처해지고 말았다. 이후 취직은 되었으나 자신이 원하는 일도 아니었고, 여러 가지로 노력하고 있었음에도 불구하고 급여 등의 여러 가지 면으로 만족스러운 대우를 받지 못했다.
1997년, 조타는 여러 가지로 노력하고 있음에도 불구하고 어려운 삶을 보내고 있는 자신과 (겉보기로는) 별다른 노력 없이도 편한 생활을 하고 있는 타인 사이에 불만을 느껴, 스스로의 노력을 인정받고자 자신의 형을 비롯하여 일본 외무성, 국제 연합 등에 의미를 알기 어려운 내용의 편지를 다수 보냈다.
한편으로 조타는 TV 등에 비춰진 미국의 이미지를 동경하여 미국에서 새로운 삶을 살고자 1998년 6월 24일에 미국으로 갔지만, 영어를 할 줄 몰랐음은 물론이고, 아무런 연고도 없었던 조타는 얼마 지나지 않아 돈이 다 떨어지고 취직도 하지 못했다는 상황에 빠지고 말았다. 결국 조타는 현지의 일본영사관의 보호를 받게 되고 9월 23일 일본으로 돌아오게 되었다.

## 이케부쿠로 도리마가 되기까지
1999년 4월, 조타는 다시 신문배달원으로 취직했는데 9월 1일, 직장에 지각을 한 일을 계기로 상사의 권유를 받고 휴대전화를 장만했다. 조타는 상사에게만 번호를 가르쳐 줄 생각이었다. 그러나 조타가 '노력하지 않는 사람'으로 보아 몹시 싫어하고 있던 직장 동료가 끈질기게 번호를 물어보아 조타는 할 수 없이 번호를 가르쳐 주고 말았다.

이틀 뒤인 9월 3일, 조타의 휴대전화로 무언 장난전화가 걸려왔다. 조타는 이 전화를 문제의 '노력하지 않는 사람'의 소행으로 의심하고 몹시 분노했고, 그로 인해 잠이 들지 못했다. 결국 조타는 다음 날인 4일, 
| “ | わし以外のまともな人がボケナスのアホ殺しとるけえのぉ、わしがボケナスのアホ全部殺すけえのお。 | ” |

 라고 써 놓고 오전 3시경 집을 나섰고, 출근하지 않고 이케부쿠로로 향했다.
4일 당일 조타는 도큐핸즈(ja)에서 범행 도구인 식칼과 쇠망치를 구입했다. 이후 7일까지 아카사카와 이케부쿠로를 오가며 범행을 저지를 때와 장소를 물색했으나 범행에 이르지는 않았다.
1999년 9월 8일, 조타는 드디어 무차별 살인을 실행하겠다는 결의를 굳히고 이케부쿠로 썬샤인시티(ja)의 지하통로에서 흉기를 꺼내들고 주위의 이케부쿠로역쪽으로 가면서 행인들을 무차별적으로 공격하고 달아나는 사람은 뒤쫓아가서 상해를 가했다.
이후 행인들에게 제압되어 출동한 경찰관들에게 붙잡힐 때까지 스미요시 카즈코(住吉和子, 당시 66)와 다카하시 마미(高橋真弥, 당시 29) 등 2명을 살해하고 카즈코의 남편인 다다시(直)를 위시한 6명을 다치게 했다.

## 재판 및 처벌
체포된 조타는 노력 않는 사람들이 미웠으며, 자신의 가치를 알아주지 않는 사회에 복수하기 위해 범행했다고 진술했다. 또, 조타의 변호인은 조타가 구치소에 수감되어 있는 중에 지인에게 보낸 편지의
私は造田博教の中で、神とか主ではなく、宣教者です。信仰の対象というものは無くて、私の話を知ってもらうというものです。岡山の実家を造田博教の礼拝地にします。
→나는 조타 히로시교의 신이나 교주가 아니라 선교자입니다. 신앙의 대상이 되는 존재는 없고, 제 이야기를 알아주는 것이 목적인 종교입니다. 오카야마의 제 본가를 조타 히로시교의 예배지로 하겠습니다.

등의 의미 불명하고 일반 상식에서 벗어나는 내용을 근거로 범행 당시 조타가 정신분열병의 증상을 나타내고 있었고, 따라서 범행 당시 심신상실상태로 책임능력이 없음을 주장했지만, 재판부인 도쿄 지방법원 형사제1부의 오노 이치타로(大野市太郞) 재판장은 변호인의 주장을 기각하고 2002년 1월 18일에 조타에게 사형을 선고했다.
이어 2006년 9월 29일, 2심인 도쿄 고등법원의 하라다 쿠니오(原田国男) 재판장은 조타가 처음부터 범행 도구로 사용할 목적으로 칼과 망치를 구입했고 범행 직전에는 범행을 망설이는 등, 사건 당시 심신상실 상태라고 볼 수 없음을 이유로 1심의 사형 판결을 지지하며 항소를 기각했다.
2007년 4월 19일, 3심인 대법원에서도 닥치는대로 행인들을 공격한 범행이 매우 악질적임을 까닭으로 상고를 기각하고 사형을 판결했다. 조타는 이의를 제기하지 않아 사형은 5월 7일자로 확정되었다.

## 관련 서적
- 池袋通り魔との往復書簡(아오이케 요이치로, 쇼카쿠칸 문고, ISBN 4-09-402696-7, 2002-04)
- 死刑囚のすべて　緊急出版　確定死刑囚、最期の告白。　死刑囚９６人の知られざる素顔と罪状を完全記録(밀리온출판, ISBN 4-8130-6277-6, 2009-04)